# Velvet Collection
Velvet Collection (Velvet Colección) è una serie televisiva spagnola, prodotta da Bambú Producciones e Movistar+, trasmessa dal 21 settembre 2017 al 19 dicembre 2019 su #0. La serie è lo spin-off, nonché sequel, della serie televisiva Velvet: a differenza della serie madre, è ambientata in una casa di moda di Barcellona negli anni settanta e si svolge cinque anni dopo la fine degli eventi raccontati nella quarta stagione di Velvet.
In Italia la serie è andata in onda dal 3 luglio 2018 al 22 dicembre 2020, che aveva già trasmesso Velvet.

## Trama
Dopo tre anni passati a New York con Alberto e suo figlio, Anna Rivera torna in Spagna per fare un altro passo nel progetto. Insieme, Anna ed Alberto hanno gestito l'azienda a distanza con successo, grazie all'aiuto di tutti i loro colleghi e amici rimasti alla galleria di Madrid. Ora l'azienda ha aperto una nuova filiale a Paseo de Gracia, vicino a Barcellona, e tutti i lavoratori lasceranno Madrid per trasferirsi lì e per continuare a contribuire all'espansione della Velvet.

## Personaggi e interpreti

### Personaggi principali
- Clara Montesinos Martín (stagioni 1-2), interpretata da Marta Hazas, doppiata da Monica Vulcano.
- Raúl de la Riva (stagioni 1-2), interpretato da Asier Etxeandia, doppiato da Alessandro Budroni.
- Pedro Infantes (stagioni 1-2), interpretato da Adrián Lastra, doppiato da Gianluca Crisafi.
- Enrique Otegui (stagioni 1-2), interpretato da Diego Martín, doppiato da Emiliano Coltorti.
- Sergio Godó Rey (stagioni 1-2), interpretato da Fernando Guallar, doppiato da Emanuele Ruzza.
- Jonás Infantes (stagioni 1-2), interpretato da Llorenç González, doppiato da Gabriele Lopez.
- Elena Pons (stagioni 1-2), interpretata da Megan Montaner, doppiata da Letizia Scifoni.
- Carmela Cortés Vargas "L'Imperatrice" (stagione 1, ricorrente stagione 2), interpretata da Mónica Cruz., doppiata da Ughetta d'Onorascenzo.
- Paloma Oliver García (stagioni 1-2), interpretata da Marta Torné, doppiata da Selvaggia Quattrini.
- Marie Leduc (stagioni 1-2), interpretata da Andrea Duro, doppiata da Veronica Puccio.
- Manuel "Manolito" Infantes Blázquez (stagioni 1-2), interpretato da Nacho Montes, doppiato da Mirko Cannella.
- Inés (stagioni 1-2), interpretata da Paula Usero, doppiata da Giulia Tarquini.
- Lourdes "Lourditas" Otegui de Senillosa (stagioni 1-2), interpretata da Lucía Díez, doppiata da Marta Filippi.
- Blanca Soto Fernández (stagione 1), interpretata da Aitana Sánchez-Gijón, doppiata da Ida Sansone.
- Macarena Rey (stagioni 1-2), interpretata da Adriana Ozores, doppiata da Emilia Costa.
- Eduard Godó (stagioni 1-2), interpretato da Imanol Arias, doppiato da Vittorio Guerrieri.
- Omar Ahmadi (stagione 2), interpretato da Andrés Velencoso, doppiato da Guido Di Naccio.
- Mateo Ruiz Lagasca (ricorrente stagione 1, stagione 2), interpretato da Javier Rey, doppiato da Daniele Raffaeli.

### Personaggi secondari
- Ana Ribera López de Márquez (stagione 1), interpretata da Paula Echevarría, doppiata da Maura Cenciarelli.
- Emilio López (stagioni 1-2), interpretato da José Sacristán, doppiato da Rodolfo Bianchi.
- Humberto Santamaría (stagione 1), interpretato da Aitor Luna, doppiato da Giorgio Borghetti.
- Carmen Soto (stagione 1), interpretata da Sara Rivero, doppiata da Chiara Gioncardi.
- Brigitte Bardot (stagione 1), interpretata da Patricia Conde, doppiata da Valentina Favazza.
- Consuelo Martín (stagione 1), interpretata da Kiti Mánver.
- Roser Godó Rey (stagione 1), interpretata da Aina Clotet.
- Pau Godó Rey (stagione 1), interpretato da José Sospedra.
- Rafael "Rafa" Cortés "El aguja" (stagione 1), interpretato da Raúl Prieto.
- Gerardo (stagione 1), interpretato da Manuel de Blas.
- Azucena (stagione 1), interpretata da Ángela Vega.
- Nicolás (stagione 1), interpretato da Álvaro Rico.
- Diana (stagioni 1-2), interpretata da Marian Álvarez.
- Paco (stagione 1), interpretato da Rubén Ruiz Miranda.
- Patricia "Patty" Márquez Campos (guest stagione 1, stagione 2), interpretata da Miriam Giovanelli, doppiata da Letizia Ciampa.
- Segretario di Omar Ahmadi (stagione 2), interpretato da Karim El-Kerem.
- Antonio Godino (stagione 2), interpretata da Daniel Muriel.
- Sandra Petribello (stagione 2), interpretata da Marisa Berenson.
- Juliet (stagione 2), interpretata da Aia Kruse.
- Farah Diba (stagione 2), interpretata da Noelia Castaño.

## Episodi
| Stagione          | Episodi | Prima TV Spagna | Prima TV Italia |
| ----------------- | ------- | --------------- | --------------- |
| Prima stagione    | 10      | 2017            | 2018            |
| Seconda stagione  | 10      | 2018            | 2019            |
| Episodio speciale | 1       | 2019            | 2020            |

### Episodio speciale
Una Navidad para recordar è il titolo dell'episodio speciale finale della serie, trasmesso il 19 dicembre 2019 in Spagna. In Italia, è andato in onda il 22 dicembre 2020 su Rai Premium.

## Distribuzione

### Spagna
In originale la serie è composta da 20 puntate suddivise in due stagioni da 50 minuti ciascuna, è andata in onda dal 21 settembre 2017 al 19 dicembre 2019 su 0: la prima stagione, composta da 10 episodi, è andata in onda dal 21 settembre al 26 novembre 2017; mentre la seconda stagione, composta anch'essa da 10 episodi, è stata trasmessa dal 13 settembre al 12 ottobre 2018. Dopo l'ultima puntata è stato trasmesso uno speciale, andato in onda il 19 dicembre 2019.
Il 4 ottobre 2017, la serie è stata rinnovata per una seconda stagione, e l'anno dopo ne era stata annunciata una terza e ultima, ma in seguito Movistar+ l'ha cancellata in favore di un episodio speciale che ha terminato la serie.

### Italia
In Italia la serie è composta da 20 puntate suddivise in due stagioni da 50 minuti ciascuna, è andata in onda dal 3 luglio 2018 al 19 dicembre 2020: la prima stagione, composta da 10 episodi, è andata in onda dal 3 luglio al 12 ottobre 2018 su Rai 1; mentre la seconda stagione, composta anch'essa da 10 episodi, è stata trasmessa il 6 agosto 2019 su Rai 1 e dal 20 gennaio al 3 febbraio 2020 su Rai Premium. Dopo l'ultima puntata è stato trasmesso uno speciale, andato in onda il 22 dicembre 2020 su Rai Premium.
La prima stagione è stata interamente pubblicata il 4 luglio 2018 sul portale streaming gratuito RaiPlay, mentre la seconda stagione è interamente distribuita il 21 dicembre 2019 sullo stesso portale.
I primi due episodi della seconda stagione sono stati trasmessi sempre su Rai 1 il 6 agosto 2019, dopodiché la messa in onda è stata interrotta per via dei bassi ascolti. Gli episodi mancanti sono stati pubblicati su RaiPlay il 21 dicembre 2019. In televisione, sono andati in onda dal 20 gennaio al 3 febbraio 2020 su Rai Premium.

## Premi e riconoscimenti
| Anno | Premio            | Categoria                               | Destinatario      | Risultato   | Fonte |
| ---- | ----------------- | --------------------------------------- | ----------------- | ----------- | ----- |
| 2018 | 5º Premio Platino | Migliore serie televisiva               | Velvet Collection | Candidato/a | [ 6 ] |
| 2018 | 5º Premio Platino | Miglior attore in una serie televisiva  | Asier Etxeandía   | Candidato/a | [ 6 ] |
| 2018 | 5º Premio Platino | Miglior attrice in una serie televisiva | Marta Hazas       | Candidato/a | [ 6 ] |